# King & Maxwell
King & Maxwell é uma série dramática que tem como protagonistas Jon Tenney e Rebecca Romijn que moram e trabalham em Washington, DC- Baseado em Ex Agentes do Serviço Secreto Americano que agora solucionam crimes como Detetives particulares. A série foi criada por Shane Brennan mesmo criador de NCIS: L.A. que baseou essa série nos romances de David Baldacci.
Em 20 de Setembro de 2013  a TNT comunicou o cancelamento da série.

## Elenco
- Jon Tenney Como Sean King
- Rebecca Romijn Como Michelle Maxwell
- Ryan Hurst Como Edgar Roy
- Michael O'Keefe Como Frank Rigby (Agente do FBI)
- Chris Butler Como Darius Carter (Agente do FBI)
- Aaron Pearl Como Joe Van Ness

## Episódios
| Sequência | Episódios | Título             | Direção            | Escrito por                     | Data de exibição     | Audiência EUA (em milhões) |
| --------- | --------- | ------------------ | ------------------ | ------------------------------- | -------------------- | -------------------------- |
| 1         | 1         | "Pilot"            | Michael Katleman   | Shane Brennan                   | 10 de junho de 2013  | 3.52                       |
| 2         | 2         | "Second Chances"   | Tony Wharmby       | Shane Brennan                   | 17 de junho de 2013  | 2.80                       |
| 3         | 3         | "Wild Card"        | Paul Kaufman       | Chris Downey                    | 24 de junho de 2013  | 2.74                       |
| 4         | 4         | "King's Ransom"    | Dennis Smith       | Shelley Meals & Darin Goldberg  | 1 de julho de 2013   | 2.78                       |
| 5         | 5         | "Loved Ones"       | Matt Earl Beesley  | Barry O'Brien                   | 8 de julho de 2013   | 2.83                       |
| 6         | 6         | "Stealing Secrets" | Terrence O'Hara    | Bret VandenBos & Brandon Willer | 15 de julho de 2013  | 3.09                       |
| 7         | 7         | "Family Business"  | Dennis Smith       | Alicia Kirk                     | 22 de julho de 2013  | 3.39                       |
| 8         | 8         | "Job Security"     | Jonathan Frakes    | Scott Sullivan                  | 29 de julho de 2013  | 3.13                       |
| 9         | 9         | "Locked In"        | Kate Woods         | Gregory Weidman                 | 5 de agosto de 2013  | 3.24                       |
| 10        | 10        | "Pandora's Box"    | James Whitmore, Jr | Chris Downey                    | 12 de agosto de 2013 | 3.50                       |